# Стайнс, Тревор
Тревор Джон Стайнс (англ. Trevor John Stines; род. 15 июля 1996) — американский актёр, наиболее известный по роли Джейсона Блоссома в сериале «Ривердейл».

## Биография
Тревор Стайнс родился в Олимпии, Вашингтон. В детстве он активно участвовал в школьных постановках, сыграв более чем в десятке пьес и мюзиклов, в том числе Anyone Can Whistle, «Бесплодные усилия любви», «Иосиф и его удивительный плащ снов», «Сон в летнюю ночь» и «Парни и куколки».
Стайнс начал свою актёрскую карьеру в 2015 году, исполнив роль Честера в короткометражном фильме A Tragic Love Story. Также он снялся в фильме ужасов «Амитивилль: Террор» (2016), короткометражном фильме Spen/cer (2017) и триллере «Пьюрити Фолз» (2019). В 2017—2019 годах Стайнс играл роль Джейсона Блоссома в сериале «Ривердейл».

## Фильмография
| Год       |     | Русское название      | Оригинальное название | Роль                               |
| --------- | --- | --------------------- | --------------------- | ---------------------------------- |
| 2015      | с   | —                     | Blue Match Comedy     | второй турист                      |
| 2015      | кор | —                     | A Tragic Love Story   | Честер                             |
| 2016      | ф   | Амитивилль: Террор    | The Amityville Terror | Бретт                              |
| 2016      | с   | Фостеры               | The Fosters           | Тристан Чаконс                     |
| 2016      | с   | —                     | Wrong Hole            | привлекательный парень на свидании |
| 2016      | кор | —                     | The Impasse of Light  | Ганс                               |
| 2017      | кор | —                     | Spen/cer              | Пол Уотсон                         |
| 2017—2019 | с   | Ривердейл             | Riverdale             | Джейсон Блоссом                    |
| 2018      | кор | —                     | Watchdog              | Эррол Моран                        |
| 2019      | ф   | Пьюрити Фолз          | Purity Falls          | Джейсон                            |
| 2019      | ф   | Секреты на озере      | Secrets at the Lake   | Рик Родс                           |
| 2019      | ф   | —                     | Most Likely to Murder | Шон                                |
| 2020      | ф   | Рождество в Миддлтоне | Middleton Christmas   | Лукас                              |
| 2021      | ф   | —                     | Evan Wood             | Джош Ричардс                       |
| 2021      | кор | —                     | Project Dreamland     | Гленн                              |